# Sta' zitto... non rompere
Sta' zitto... non rompere (Tais-toi !) è un film del 2003 diretto da Francis Veber.
Il soggetto è tratto da un'idea di Serge Frydman.

## Trama
Ruby, uno spietato gangster senza scrupoli, viene arrestato per aver rubato venti milioni di euro da un furgone blindato. Peraltro la polizia francese non è il solo problema di Ruby, braccato dagli scagnozzi di Vogel (boss della mafia francese), che tenteranno in ogni modo di scoprire dove Ruby abbia nascosto il denaro. Ruby, dal canto suo, cerca in tutti i modi di evadere dal penitenziario in cui si trova. Primo perché vuole uccidere Vogel, artefice della morte della donna che Ruby amava; secondo, per prendere i soldi e svignarsela.
L'occasione per evadere si presenta con Quentin, un vivace ragazzone molto forte ma anche molto stupido. Quentin perseguiterà Ruby fino alla pazzia, convinto che quest'ultimo ricambierà il suo affetto. Dopo una rocambolesca evasione dal centro psichiatrico dove sono in cura, Quentin e Ruby si ritrovano per le stradine francesi con tanto di tenuta psichiatrica, polizia e gangster alle costole. In seguito Ruby, dopo aver tentato in tutti i modi di liberarsi di Quentin, sostenendo che quest'ultimo è un poliziotto sotto copertura, tenta di abbandonarlo, ma il tenace e logorroico Quentin non si dà per vinto, e non molla il suo amico del cuore.
Dopo essere sfuggiti innumerevoli volte alle forze dell'ordine e non, e dopo aver rubato una miriade di automobili (tra le quali anche un paio della polizia, al punto che il commissario incaricato del caso, alla notizia di un altro furto d'auto, chiederà se per caso non stiano facendo collezione) approdano nella cittadina di Quentin (Montargis). Ruby sarà curato da Quentin, dal momento che ha un proiettile nella spalla destra, mentre si rifugiano in un vecchio e abbandonato bistrot. Quentin ripeterà per l'ennesima volta il suo sogno di aprire un bistrot insieme a Ruby, e di chiamarlo "I due amici". Nel frattempo faranno anche la conoscenza di Katia, una ragazza clandestina che viene dall'Albania e che assomiglia molto alla donna uccisa da Vogel. Durante la notte Quentin sfila il cellulare dalla giacca di Ruby e contatta Vogel, chiedendo udienza per il giorno seguente, con l'intenzione di ammazzarlo.
Il giorno seguente, Ruby accompagna la giovane ragazza ad affittare una camera e le dona dei soldi. A quel punto la ragazza svela a Ruby che Quentin aveva telefonato nella notte ad un tizio di nome Vogel e che aveva preso appuntamento con esso. Ruby, intuendo il piano di Quentin (attirare fuori gli uomini di Vogel, così da consentire più facilmente a Ruby di raggiungere il boss) si precipita nel nascondiglio, dove trova Quentin in balia degli scagnozzi di Vogel. Dopo averli stesi, Ruby dirà a Quentin che il suo piano era geniale e che forse andava sviluppato ulteriormente.
I due raggiungono la residenza di Vogel, dando vita ad uno scontro a fuoco in cui questo rimarrà ucciso. Quentin, rimasto ferito da un proiettile nello scontro a fuoco, si riprenderà completamente quando Ruby gli dirà di voler aprire un bistrot insieme a lui. Mentre programmano il menù, i due vengono raggiunti dal commissario Vernè e i suoi uomini. Quentin dichiarerà che hanno ucciso Vogel, ma che tuttavia dovranno rilasciarli presto poiché dovranno fare una cosa insieme. Il film si conclude con Ruby che si rivolge a Quentin esclamandogli: "... Quanto rompi!".

## Produzione
È stato girato a Parigi dal 16 settembre al 24 dicembre 2002.